# Proposition d'annexion de l'Ossétie du Sud par la Russie

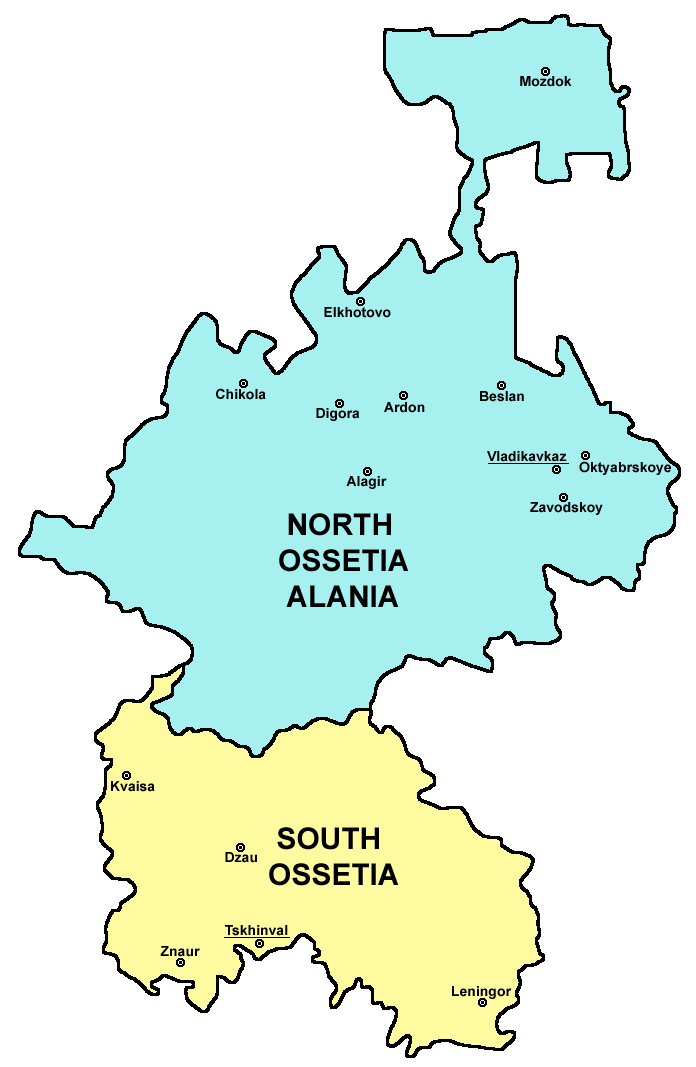
Carte de l'Ossétie (Ossétie du Nord et Ossétie du Sud).

La question de l'annexion de l'Ossétie du Sud par la Russie s'est posée à plusieurs reprises depuis 1992, la dernière fois en 2022.

## Historique

### Années 2010
Les autorités sud-ossètes ont par le passé exprimé le désir de rejoindre à terme la fédération de Russie, considérant cette union comme une prochaine étape logique. 
En 2017, le président sud-ossète Leonid Tibilov, candidat à sa réélection lors de l'élection présidentielle ayant lieu le même jour, a par le passé soutenu ce projet de réunification pourtant non soutenu par Moscou, mais sans finalement franchir le pas. Son successeur, Anatoli Bibilov, qui a remporté la présidentielle face à lui, est quant à lui partisan d'une réunification au sein de la Russie le plus tôt possible.

### Projet de 2022
Le 30 mars 2022, dans une allocution télévisée, Anatoli Bibilov, a déclaré que la république prendrait des mesures juridiques pour se préparer à rejoindre la Fédération de Russie. Il a déclaré : « Je crois que l'unification avec la Russie est notre objectif stratégique, notre voie, l'aspiration du peuple » et que la Russie est la « patrie historique » de l'Ossétie du Sud. Il a ensuite précisé au journaliste russe Vladimir Soloviev qu'il voulait organiser un autre référendum, qui pourrait se tenir après le 10 avril, jour de l'élection présidentielle. Tout cela est survenu après que l'Ossétie du Sud a envoyé[Où ?] des soldats de la base militaire russe de Tskhinvali, la capitale de l'Ossétie du Sud. Beaucoup d'entre eux ont refusé de se battre et sont retournés en Ossétie du Sud, et la décision d'envoyer des soldats en Ukraine n'a pas non plus été bien accueillie en Ossétie du Sud, ce qui a mis la pression sur Bibilov en ce qui concerne les élections.
Les personnalités politiques concernées en Ossétie du Nord étaient très réceptives à la possibilité que l'Ossétie du Sud rejoigne la Russie. Bibilov, postérieurement à son discours du 30 mars, a déclaré que l'Ossétie du Nord et l'Ossétie du Sud pourraient s'unir et devenir une seule Ossétie au cas où cette dernière serait annexée par la Russie. Sergueï Méniaïlo, chef de l'Ossétie du Nord (en), s'est exprimé en faveur d'une unification ossète, tout comme Vitaly Cheldiev, député du Parlement d'Ossétie du Nord (en). Dmitri Peskov, l'attaché de presse du Kremlin, a également commenté la question, déclarant que si « aucune mesure juridique ou autre n'a été prise à cet égard », « nous traitons l'expression de l'opinion du peuple d'Ossétie du Sud avec respect ».
En revanche, en Géorgie, cette idée a été fortement rejetée. Le ministre des Affaires étrangères de Géorgie, David Zalkaliani, a déclaré qu'« il est inacceptable de parler de référendum alors que ce territoire est occupé par la Russie ». Beka Davituliani, membre du Parlement géorgien du parti politique alors au pouvoir Rêve géorgien , a déclaré que les appels de l'Ossétie du Sud à un référendum étaient une provocation.
Le 8 mai, Bibilov a été battu au second tour de l'élection présidentielle sud-ossète de 2022 par Alan Gagloïev. Bibilov avait été soutenu par Russie unie, le parti au pouvoir en Russie. Gagloïev a été considéré par les observateurs comme étant moins favorable à la tenue d'un référendum pour rejoindre la Russie, affirmant que la Russie était « toujours occupée par d'autres questions », en référence à l'invasion russe de l'Ukraine en 2022,. Après son élection, Gagloïev a déclaré qu'un référendum aurait toujours lieu, « dès que le bon moment viendra » et que « l'Ossétie du Sud a été et est prête aujourd'hui à rejoindre la Fédération de Russie ». Le 13 mai, Bibilov annonce cependant la tenue d'un référendum sur le rattachement à la Russie pour le 17 juillet. Celui-ci est finalement annulé par Gagloïev le 30 mai,.